# Cyanolophocolea
Cyanolophocolea là một chi rêu trong họ Geocalycaceae.